# 제20회 서울독립영화제
제20회 서울독립영화제는 1994년 9월 29일에 열린 시상식이다.

## 수상 및 후보

### 대상
- 나도 초콜렛이 먹고 싶다 - 민경원 수상

### 심사위원상
- 응시 - 권수업 수상
- 비명도시 - 김성수 수상

### 감독상
- 어머니 - 박선욱, 박동훈 수상

### 장려상
- 최소천국 - 홍지용 수상
- 어떤 날의 꿈 - 박한준 수상
- 그년은.. - 주정열 수상
- 초록별의 몰락 - 정정훈 수상
- GLORIA - 구성우 수상
- 불법주차 - 최창호 수상
- 해피 리콜렉션 - 김경화 수상
- 마론브란도의 콤플렉스 - 김경화 수상
- 끝없는 유혹 - 정용기 수상
- 한민족의 문화 - 김영미 수상